# Gu Xiaojie
Gu Xiaojie (chiń. 顾小杰; ur. w kwietniu 1959) – chiński dyplomata i urzędnik.
Urodził się w prowincji Jiangsu. Karierę w służbie dyplomatycznej rozpoczął w 1985 jako pracownik ambasady w Sierra Leone (do 1987). W 1990 oddelegowano go do pracy w chińskim przedstawicielstwie w Harare (początkowo jako trzeciego, potem drugiego sekretarza; do 1995). W 1998 został mianowany radcą ambasady w Południowej Afryce. Pełnił tę funkcję do 2001. Następnie (2003) objął stanowisko radcy placówki w Wielkiej Brytanii (do 2004). Od 2008 jest ambasadorem w Etiopii.
Zajmował też wiele stanowisk w MSZ (między innymi dyrektor oraz zastępca dyrektora generalnego Departamentu Spraw Afrykańskich i radca w tym departamencie).